# 新平郡
新平郡，中國古代郡名。東漢興平元年（194年），分安定郡鶉觚縣、右扶風的漆縣置（《後漢書·郡國志五》），郡治漆縣（今陕西彬县），辖境相当今陕西彬县、旬邑、长武、永寿和甘肃泾川、灵台等县地。领漆、橡邑、鹑觚三县。曹魏、西晉時沿習，属雍州。统二县：漆、汾邑，2700户。東晉時為前秦所據，後為姚萇所取。
十六国时毁废，百姓夷灭，郡县无理所。北魏复置，治白土县，下辖白土、爰得、三水、高平四县，属泾州。西魏大统十四年（548年）于今彬县置南豳州，西魏废帝除“南”字为“豳州”。西魏、北周新平郡属豳州。
隋朝开皇三年（583年）废，大业二年（606年）废豳州。义宁二年（618年）以北地郡之新平縣复置新平郡，治所在新平县（今彬县），领新平、三水二县。唐朝武德元年（618年）改為豳州，開元二十三年（735年），改為邠州，天宝元年（742年）一度改稱新平郡。治新平（今陝西省彬縣）。轄新平、三水、永壽、宜祿4縣。轄域約為今日陝西彬縣、長武、旬邑、永壽等地，乾元元年（758年）复改为邠州。
隋朝新平郡太守
- 赵行感

唐朝新平郡太守
- 李齐物（天宝年间）
- 薛羽（756年）